# ترزينها نونس
ترزينها نونس (ولدت في 3 أكتوبر 1947) هي أخصائية نفسية سريرية بريطانية برازيلية وأكاديمية، متخصصة في محو الأمية للأطفال والحساب وتعلم الأطفال الصم. منذ عام 2005، كانت أستاذة الدراسات التربوية في جامعة أكسفورد وزميلة في كلية هاريس مانشستر، أكسفورد.